# Standard 9.5
Der Standard 9.5 war ein kleiner Pkw, den die Standard Motor Company in Coventry von 1914 bis 1915 und 1919 baute.
Nach Einstellung des 20 hp war 1914 der neue kleine 9.5 als einziges Modell der Marke noch erhältlich. Der kleine Tourenwagen hatte einen seitengesteuerten Vierzylinder-Reihenmotor mit 1087 cm³ Hubraum (Bohrung × Hub = 62 mm × 90 mm). 1915 musste auch die Fertigung dieses Fahrzeuges kriegsbedingt eingestellt werden.
Nach dem Krieg wurde der 9.5 im Jahre 1919 wieder aufgelegt, allerdings mit einem größeren Motor. Der Hub war auf 110 mm verlängert worden, was zu einem Hubraum von 1328 cm³ führte. Auch das zugehörige Fahrzeug war in allen Dimensionen leicht gewachsen.
Bereits im Folgejahr bot Standard die neuen obengesteuerten Motoren an, wodurch der 9.5 wegfiel.